# اقدام سپر انسانی به عراق

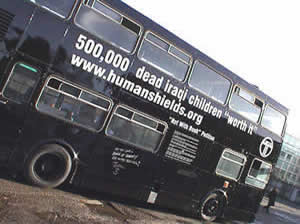
اتوبوس سیاه سپر انسانی، ۲۵ ژانویه ۲۰۰۳

اقدام سپر انسانی به عراق گروهی بودند که باهدف جلوگیری ازبمباران برخی مکان‌ها توسط نیروهای ائتلاف به رهبری ایالات متحده در طول تهاجم سال۲۰۰۳ بعراق سفر کردند تا بعنوان سپر انسانی عمل کنند.

## کرونولوژی

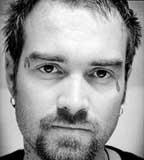
کن اوکیف، بنیانگذار اکشن

در دسامبر۲۰۰۲،کنت اوکیف، یک تفنگدار سابق آمریکایی و کهنه سرباز جنگ خلیج فارس که چندین بار تلاش کرده بود تابعیت ایالات متحده خود را رها کند، درخواستی برای اقدام برای تعداد زیادی از شهروندان غربی ارسال کرد که بعراق مهاجرت کنند و خود را به عنوان سپر انسانی استقرار کنند». این اقدام در نهایت تی جی پی (حقیقت عدالت صلح) اقدام سپر انسانی بعراق نامیده شد. اوکیف معتقد بود که اعتراضات و دادخواست‌ها هیچ شانسی برای جلوگیری از تهاجم ندارند و حضور گسترده شهروندان غربی که بصورت استراتژیک در عراق در اهداف بالقوه قرار گرفته‌اند، تنها عامل بازدارنده قابل دوام برای جنگ است. او استدلال کرد که هزاران سپر انسانی مستقر در این مکان‌ها تهاجم را از نظر سیاسی غیرقابل دفاع می‌کند. اوکیف علناً صدام حسین را پیش از ورود به عراق به عنوان یک «دیکتاتور خشن» و «قاتل دسته جمعی» پذیرفت. حدس زده می‌شود که او این کار را در تلاشی برای خنثی کردن این تصور انجام داده‌است که سپرهای انسانی صرفاً مهره‌های صدام هستند. در نتیجه، او هیچ لطفی از سوی صدام دریافت نکرد، با سفر بعراق، نفوذ او در عملیات به سرعت کاهش یافت و سرانجام او چند روز قبل از حمله تبعید شد. قبل از تبعید، او بارها مدعی حمایت غرب ازصدام حسین دربرخی از بدنام‌ترین جنایات او شد. درنهایت او استدلال کرد که این مردم عراق هستند که بیشترین آسیب را ازجنگ خواهند دید.
در ژانویه۲۰۰۳، گروهی از فعالان ضد جنگ به اوکیف در لندن پیوستند و برای اجرای این طرح اقدام کردند. در ۲۵ ژانویه۲۰۰۳ یک گروه ۵۰نفره از داوطلبان لندن را ترک کردند و بقصد اینکه بعنوان سپر انسانی عمل کنند بسمت بغداد حرکت کردند. این کاروان با اتوبوس ازاروپا و ترکیه عبور کرد و داوطلبان بیشتری را در طول مسیر برد که در مجموع حدود ۷۵نفر بودند. تخمین زده می‌شود که ۲۰۰تا ۵۰۰نفر در نهایت قبل از حمله به عراق در ماه مارس راهی عراق شدند.
بارسیدن ببغداد، استراتژی با این فرض شکل گرفت که سپرهای انسانی کافی برای جلوگیری از تهاجم وجود نخواهد داشت. این امر شامل اعزام داوطلبانه فعالان به مکان‌های استراتژیک در سراسر بغداد و احتمالاً بصره، در تلاش برای جلوگیری از بمباران آن مکان‌ها بود. بحث‌های داخلی زیادی درمورد مکان‌هایی که قرار بود انتخاب شوند وجود داشت.

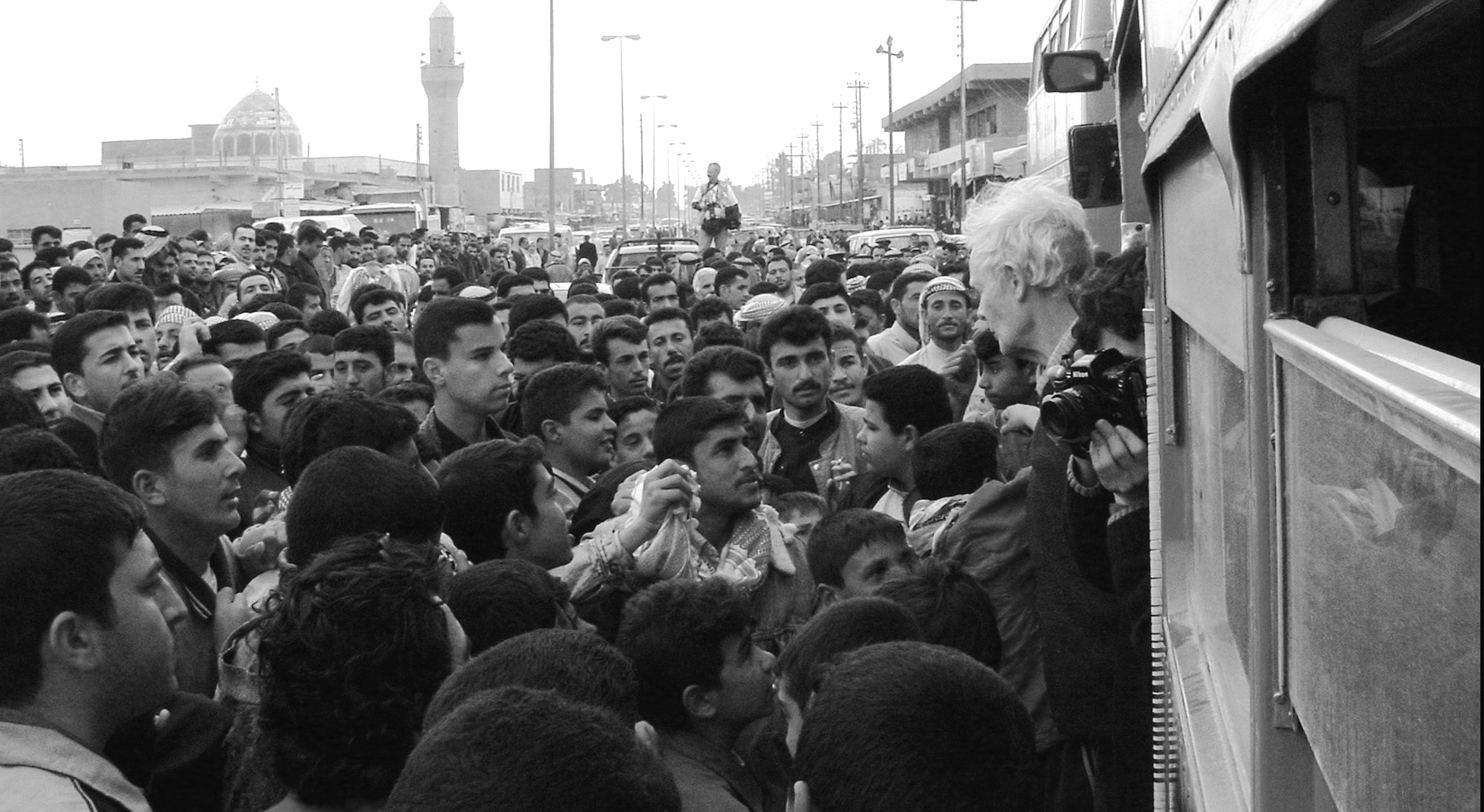
استقبال سپرهای انسانی هنگام عبور از مرز به عراق، ۱۵ فوریه ۲۰۰۳

درنهایت داوطلبان به نیروگاه برق الدوره، نیروگاه برق بغداد جنوبی، کارخانه تصفیه آب ۷آوریل، کارخانه تصفیه آب الدوره، سیلو غذایی تجیو، پالایشگاه نفت الدوره و تأسیسات مخابراتی المامون اعزام شدند.
نیاز بهمکاری نزدیک با دولت عراق چیزی نبود که بسیاری از داوطلبان سپر با آن احساس راحتی کنند. برخی احساس کردند که فهرست ارائه شده توسط مقامات، استقلال آنها را بخطر می‌اندازد. دیگران احساس کردند که ترجیح می‌دهند در مدارس، بیمارستان‌ها و پرورشگاه‌ها مستقر شوند. این داوطلبان سپر عراق را ترک کردند. بقیه در این سایت‌ها اقامت کردند، فهرستی از آن‌ها همراه بادرخواست به رئیس ستاد مشترک فرستاده شد تا اظهارات فعالان مبنی بر اینکه هدف قرار دادن این مکان‌ها نقض ماده۵۴ پروتکل الحاقی به کنوانسیون ژنو است را بشناسند. به نامه‌ها پاسخی داده نشد.
در اوج خود، مجموع داوطلبان سپر در بغداد حدود ۵۰۰نفر بود، اما درک این موضوع که هزاران نفر برای توقف حملات به بغداد نیاز داشتند محقق نشد، همراه با ناکامی سازمان ملل در جلوگیری از جنگ، به این معنی بود که بمباران به پایان رسید. قریب‌الوقوع بسیاری از سپرها ماندن را انتخاب کردند. بسیاری دیگر ترک کردند. برخی دیگر، مانند اوکیف، به دستور دولت عراق صادر شدند. یک سپر انسانی ۲۱ ساله به نام تام هورندال به دلایل ایمنی بغداد را ترک کرد. او به سرزمین‌های فلسطین رفت و در حین همکاری با جنبش همبستگی بین‌المللی مورد اصابت گلوله یک سرباز اسرائیلی قرار گرفت.
هیچ‌یک از ۸۰سپر که در طول جنگ در بغداد ماندند کشته یازخمی نشدند. هیچ‌یک از مکان‌هایی که آنها درآن ساکن بودند تخریب نشد.
در طول اعزام خود، گروه کوچکی از داوطلبان به رهبری گوردون اسلون از نیوزیلند، کار بررسی سایت‌ها را به عهده گرفتند تا اطمینان حاصل کنند که در مجاورت تأسیسات نظامی نیستند. این امر باعث درگیری با میزبان عراقی آنها، دکتر عبدالرزاق الهاشمی، سخنگوی صدام حسین در طول جنگ اول خلیج فارس و رئیس سازمان دوستی، صلح و همبستگی بود که میزبان فعالان تحت رهبری دولت بعث عراقبود.
با تهاجم قریب‌الوقوع، هاشمی از اکتشافات اسلون ناامید شد، جلسه‌ای تشکیل داد و از فعالان خواست که در سایت‌ها مستقر شوند یا عراق را ترک کنند. برخی ازداوطلبان پیشرو گفته‌اند که دیدار هاشمی یک اشتباه سیاسی پرهزینه بوده‌است. این محرک اضطراب زیادی در میان داوطلبانوگزارش‌های منفی دررسانه‌ها بود، ازجمله گزارش‌های نادرست مبنی بر اینکه فعالان مجبور به اعزام به سایت‌های نظامی شدند. همچنین در این مرحله بود که تعدادی ازداوطلبان بریتانیایی به همراه دو اتوبوس قرمز رنگ دوطبقه و صاحبشان که درابتدا قرار بود بزودی پس از رسیدن به لندن برگردند، بازگردند.
پارانویایی که پیرامون اعلام هاشمی و گزارش‌هایی مبنی بر خروج اتوبوس‌ها از عراق بوجود آمد، هجوم فعالان به عراق را کند کرد و باعث شد برخی از کسانی که قبلاً آنجا بودند، عراق را ترک کنند، زیرا معتقد بودند با اقدامات هاشمی اعتبار خود را از دست داده‌اند. از سوی دیگر، مقامات عراقی کنت اوکیف، اسلون و سایر سازمان‌دهندگان را بعنوان مدام به چالش کشیدن اقتدار هاشمی و اخلال عمدی می‌دیدند، و اینکه برخی سپرهای احتمالی برای استقرار در سایت‌ها بیش از حد طول می‌کشد. سپس از پنج نفر از «مشکل سازان» خواسته شد که کشور را ترک کنند.
با این حال، بسیاری از فعالان باقی ماندند و در مکان‌های انتخابی ماندند. ادعا می‌شود که هشتاد سپر انسانی در طول عملیات بمباران در منطقه بغداد باقی مانده‌است.

## تجزیه و تحلیل و اثرات سپر انسانی

نشست سپر انسانی در عراق، ۱ مارس ۲۰۰۳، در هتل فلسطین در بغداد، عراق

در ۲۶ فوریه۲۰۰۳، خبرنگار ارشد سی ان ان پنتاگون، جیمی مک اینتایر، اظهار داشت که «پنتاگون می‌گوید که تا زمانی که سپرهای انسانی در سایت‌های نظامی مستقر نشده باشند، تلاش خواهند کرد تا در اطراف سپر انسانی کار کنند». از میان تمام سایت‌های محافظت‌شده، تنها تأسیسات مخابراتی المامون که مسلماً یک هدف مشروع طبق کنوانسیون‌های ژنو است در نهایت یک روز پس از خروج سپرهای انسانی از آن بمباران شد.
به دلیل نقض ممنوعیت سفر ایالات متحده قبل از جنگ، سپرهای انسانی از ایالات متحده با جریمه و/یا زندان مواجه شدند. یک روز پس از خروج کاروان سپر انسانی، اندرو کارت، رئیس کارکنان کاخ سفید، بیانیه ای را در محکومیت این اقدام منتشر کرد و فاکس نیوز گزارش داد که رهبران ایالات متحده در حال بررسی پیگرد قانونی سپر انسانی ایالات متحده برای جنایات جنگی هستند.

### انتقادات
جنبش سپر انسانی به دلیل آنچه که بسیاری آن را اقدامی آشکار برای کمک به حکومت صدام حسین می‌دانستند مورد انتقاد قرار گرفت. اتهامات «فریبکاری» و «احمق‌های مفید» بودن سپرها برای صدام در ایالات متحده گسترده بود. شرکت کنندگان استدلال کردند که درحالی که دولت‌های مختلف در سراسر جهان اقدامات تجاوزکارانه انجام می‌دهند، اقدام سپر انسانی باهدف جلوگیری از آن انجام می‌شود.
دیده‌بان حقوق بشر اعلام کرد که «غیرنظامیانی که بعنوان سپر انسانی عمل می‌کنند، چه داوطلبانه و چه غیر داوطلبانه، به‌طور غیرمستقیم به توانایی جنگی یک دولت کمک می‌کنند. اقدامات آنها خطر مستقیمی برای نیروهای مخالف ندارد. از آنجا که آنها مستقیماً درگیر خصومت علیه یک دشمن نیستند، مصونیت غیرنظامی خود را در برابر حمله حفظ می‌کنند.» دیده‌بان حقوق بشر همچنین با استناد به پروتکل ۱کنوانسیون اول ژنو خاطرنشان کرد که استفاده از سپر انسانی توسط یک دولت، داوطلبانه یا غیر داوطلبانه، نقض قوانین بین‌المللی است.
جونا گلدبرگ پس از مناظره با اوکیف ادعا کرد که «اوکیف و دوستانش به‌طور عینی طرفدار صدام حسین و رژیم قاتل او هستند، زیرا معتقدند که او منحصراً ارزش دفاع با بدن خود را دارد.» آنها ممکن است شجاع باشند، من حدس می‌زنم، اما آنها هنوز هم احمق هستند، و من مطمئن هستم که صدام از آنها سپاسگزار است.
ماریا ارماننو، رئیس انجمن صلح و داوری سوئد، با اشاره به گزارش‌هایی مبنی بر اینکه مقامات عراقی در حال ترتیب دادن حمل‌ونقل، اسکان و کنفرانس‌های خبری برای سپر انسانی و استفاده از آنها برای اهداف تبلیغاتی توسط صدام حسین است، اشاره کرد: «برای رفتن به عراق و زندگی کردن و در آنجا با هزینه رژیم اقدام کردن، پس شما از یک دیکتاتور وحشتناک حمایت می‌کنید. ارماننو به رادیو سوئد گفت: من فکر می‌کنم این روش کاملاً اشتباه است.
دولت عراق همچنین به دلیل تشویق و تسهیل اقدامات سپر انسانی مورد انتقاد قرار گرفت، زیرا این اقدام نقض قوانین بین‌المللی و پروتکل اول ماده۲۰ کنوانسیون ژنو بود.
یک دهه پس از شروع جنگ عراق با تعدادی از سپرهای انسانی برای مقاله ای در مورد جنبش مصاحبه شد. هیچ‌یک از آنها از شرکت در این اقدام پشیمان نشدند. اریک لوی که در طول مدت عملیات هوایی در پالایشگاه نفت دورا در جنوب بغداد بود، ادعا کرد: «این کار درستی بود: «جنگ غیرقانونی و غیراخلاقی بود. ما ممکن است نتوانستیم تهاجم را متوقف کنیم، اما با قرار دادن خود در مسیر آسیب، پیامی روشن به جهان فرستادیم. پیامی که امیدواریم همچنان بازتاب یابد.»